# ショーン・コネリー (小惑星)
ショーン・コネリー（英語：13070 Seanconnery）は、小惑星帯に位置する小惑星。ベルギーの天文学者エリック・ヴァルター・エルストがオート＝プロヴァンス天文台で発見した。
『007』シリーズの初代ジェームズ・ボンドを演じたスコットランド出身の映画俳優、ショーン・コネリーから命名された。